# 安岡 (下関市)
安岡（やすおか）とは、山口県下関市の安岡地区（下関市役所支所設置条例で示された下関市役所安岡支所の所管する区域）を指す地域名称。

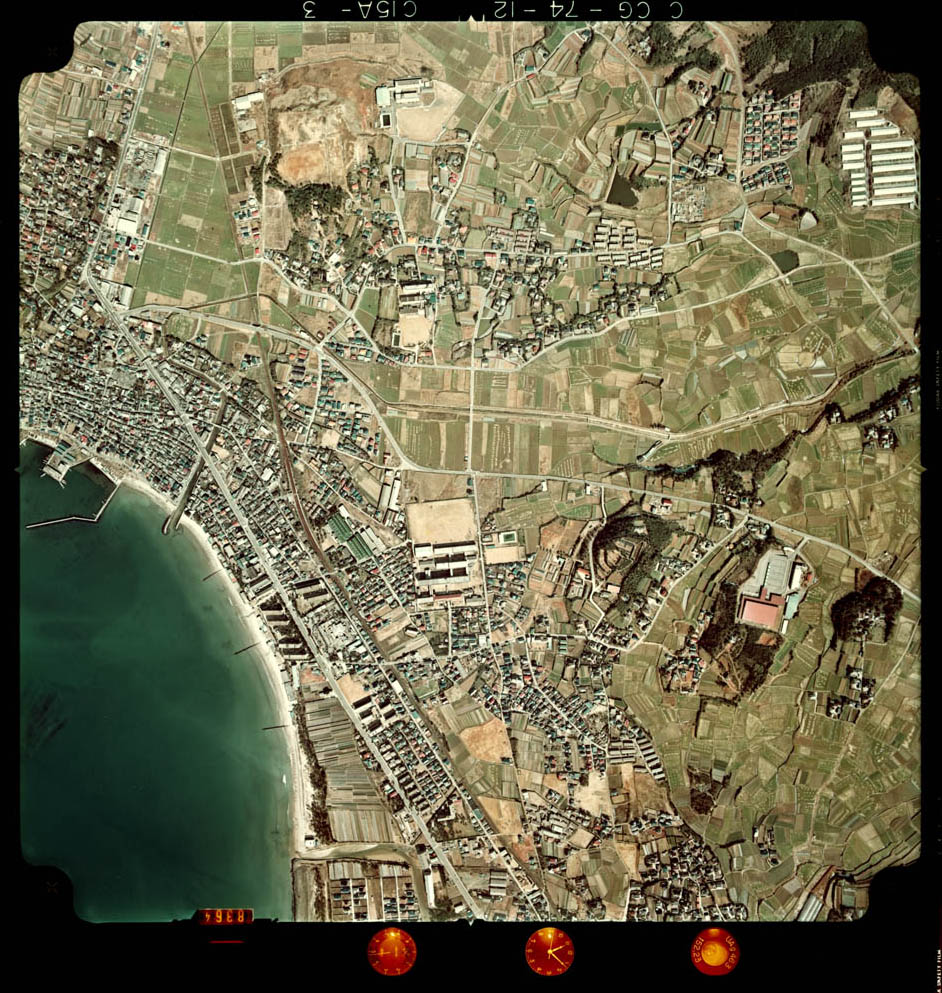
1974年度（昭和49年度）に撮影された山口県下関市安岡地区上空から撮影された航空写真。

本項では同地域にかつて所在した豊浦郡豊西中村（とよにしなかそん）、安岡村（やすおかそん）、安岡町（やすおかちょう）についても述べる。

## 地域概要
下関中心市街地から北へ約10km、下関市の西方に位置し、響灘に面する田園・漁村地帯である。地区面積は16.40km2、人口は14,287人。
域内を南北にJR山陰本線と国道191号が通り、東方へは山口県道247号安岡港長府線が伸びている。また東側山沿いには山口県道244号下関川棚線が蒲生野を起点として南北に通る。地区のほぼ中心にJR山陰本線の安岡駅があるほか、南部の梶栗地区に梶栗郷台地駅が、北部の福江地区に福江駅がそれぞれ置かれている。

## 地理・地勢
安岡の西は響灘に面している。東方には山地が広がり、鋤先山（すきざきやま、583m）がある。特に鋤先山は、山頂を鋤で削り取ったような形状が印象的なため、安岡のシンボルとなっている。竜王山の山頂は鋤先山の頂上に隠れて見えなく、北隣の吉見地区などから確認されるが、地元においても混同されることが多い。
響灘と山地の間は平地が広がっており、その多くは台地である。安岡地区の主な河川は、北から大内川（おおちやがわ、別名、馬渡川）・横野川・友田川・梶栗川があるが、平野はこれら河川の下流域に形成されているのみである。
安岡地区を代表する河川が友田川である。友田川は安岡地区東北部の山地にある深坂（みさか）に源流があり、深坂に築造されている深坂溜池を経て南方へ流れる。深坂から南方へ流れ出た友田川は、平地部に出たところで流路を西方へ変える。西方へ流下した友田川は、沖積平野を形成しながら響灘へ流れ込む。沖積平野の下流域は、しばしば洪水によって浸水被害にあう。
友田川などに運ばれた土砂によって、安岡地区の沿岸には砂浜が形成されている。友田川河口の南には安岡海水浴場が設けられている。また、北部の福江からその南の横野にかけて、沿岸部に砂碓が発達しており、響灘に突き出た形状の観音崎まで直線上に伸びている。
北部の福江の沖合には、久留見ノ瀬（くるみのせ）と呼ばれる浅瀬があり、海草や貝の採取が行われていたが、強風による船舶の座礁が多発したため、現在では灯台が設置されている。
直下型地震の頻度が最も少ない地域の一つであり、比較的安定した自然環境を有している。

## 地域区分
安岡地区は、北から福江、横野、安岡、安岡浦、蒲生野、富任の概ね6地域に大きく分けられる。
福江（ふくえ）は、安岡地区の最北部にあり、林、小田、山中、大塚からなり、北隣の吉見地区船越と接している。ほぼ全域が農村地帯であるが、響灘沿岸を通る国道191号沿いにはドライブインなどが立ち並ぶ。中心部には福江駅や福江八幡宮が所在する。福江の語源は強風の吹きこむ入り江「吹き江」から来たとの説があるほか、沖の船を座礁させる荒ぶる福江八幡宮の祭神を鎮めるために響灘に反対向きの東向きにして、低地にお祭りしたとの言い伝えがある。10月第4土曜日に福江八幡宮の流鏑馬が催される。
横野（よこの）は、福江の南に位置し、概ね国道191号付近から西側の響灘に面した地域である。福江と同様、農村地帯である。中心部に横野八幡宮が所在するほかは、国道191号沿いに農協及び商業施設などが立ち並ぶ。響灘側の砂地は安岡ねぎなどの畑作であり、東側は福江と安岡に囲まれた良好な水田地帯となっているが、南の安岡から徐々に市街化の波が押し寄せている。
安岡（やすおか）は、安岡地区の中心部に当たる。北部は福江・横野と同様に農村地帯が広がるが、南部は住宅地や商業施設・工場が立ち並んでいる。北部には、安岡八幡宮のほか、下関市立安岡小学校、下関市立安岡中学校が所在する。南部には、下関市役所安岡支所、安岡駅、安岡郵便局などが所在する。域内のほぼ中央には友田川が東西に流れている。友田川中流域にはホタルが棲息しており、住民による保護が行われている。2005年には山口県済生会下関総合病院が旧市内から当地域東部の山裾に移転した。
安岡浦（やすおかうら）は、横野の南・安岡の西にあたり、響灘に面した漁村である。地域の中心は安岡漁港であり、住民の多くは漁師である。安岡の他地域からは「浜」（はま）と呼ばれることもある。観音埼（かんのんばな）付近の高台には、早鞆自動車学校がある。戦前まで「カネリ」という行商の女性が、頭の上に桶を載せた独特の姿で下関の町へ魚を売り歩いていたとのことだが、戦後も早朝の下り列車の中に魚などを入れたカンカンを運ぶ北浦沿岸からの行商女性を見かけた。農業地域へも「魚売りのおばさん」が売り歩いていた。また、明治維新にも貢献した職業角力がかつて存在した。
蒲生野（かもうの）は、安岡地区の東部にあたる。そのほとんどが農村地帯である。三郎山の南に下関球場、県立下関武道館を含む 下関北運動公園や、北部に深坂の森自然公園、クレー射撃場がある。東隣の有富(ありどめ)地区に竹生観音がある。
富任（とみとう）は、安岡地区の南部にあたる。富任の南部は梶栗（かじくり）といい、富任と別地域とすることもある。富任全域はかつては農村地帯だったが、第二次世界大戦後は住宅や工場が多数立ち並ぶようになった。響灘沿いには長大な松林があったが、戦後の開発で伐採され、大きく景観を変えている。域内には富任八幡宮、山口県立下関工科高等学校、山口県立下関総合支援学校、下関園芸センター、観察院などが所在する。2008年に梶栗郷台地駅が設置、また海岸沿いに国道191号線下関北バイパスが2015年に開通し、旧国道沿いはロードサイド店舗や住宅地として開発されている。

## 地名
安岡の地名の由来については、神功皇后が三韓征伐の際に海べりの岡（現在の迫の宮：安岡八幡宮の岡）に立ち寄り、そこで安らいだことから「安らが岡」→「安岡」とする俗説があるが、江戸時代以前の文献には一切見られず、この伝承は明治・大正期に作られた偽説と考えられている。
太古、安岡の低地域は海だったが、友田川の運ぶ土砂が堆積して、迫の宮の岡から横野方面へいくつもの洲、言い換えると「八洲（やす）」ができた。このことから「ヤスオカ」の地名が発生した、という説が現時点で有力とされている。

## 歴史
安岡の歴史は、横野遺跡にて旧石器が出土していることから、旧石器時代までさかのぼると考えられている。
人間活動の痕跡が増えてくるのは縄文時代からで、安岡地区では、紫野遺跡（むらさきの - 、黒曜石の石鏃・土器が出土）、潮待遺跡（しょうまち - 、貝塚・石器・土器が出土）、神田遺跡（かんだ - 、貝塚・土器・集落趾が出土）などの遺跡が発見されている。
弥生時代からは遺跡の数が飛躍的に増加する。この時代の安岡は関門地域の交通の要衝だったと推測されている。関門海峡は潮流が速いため、古代の航海技術では航行することができなかったが、この当時、安岡南方の綾羅木川流域に大きな入り江があり、短距離で東方の瀬戸内海方面へ連絡することができた。そのため、安岡および綾羅木が響灘 - 瀬戸内海交通の玄関港となっていたと考えられている。安岡地区・綾羅木地区に所在する当時の遺跡が、周辺の他地域に比べて圧倒的に多いことがその論拠となっている。さらに当時の梶栗遺跡（かじくり - ）からは石棺・碧玉管玉・多紐細文鏡・細型銅剣・人物埋葬趾が出土しており、この地域の王権が安岡地区に所在していたとする意見も出されている。
古墳時代も弥生時代と同様に、遺跡が安岡地区と綾羅木地区に集中しており、当時、関門地域の中心地であったと推測されている。安岡地区に築造されている前方後円墳には、観音崎古墳・天神古墳・上の山古墳・仁馬山古墳がある。このほか、福江地区には畑代古墳・長仙山古墳・八貫古墳などの円墳も築かれている。八貫古墳から出土した金環は、畿内の伝天皇陵の他から出土しておらず、この地域の首長が大きな権力を持っていたとの推測もなされている。
8世紀に律令制が布かれるようになると、安岡は長門国豊浦郡に編成された。以後、平安時代を通して安岡地区に関する史料がほとんど皆無であるため、この時期の様子はあまり判明していない。平安末期の治承・寿永の乱の際に長門を訪れた源範頼によって建てられたという伝承を持つ八幡宮が下関周辺には多数存在し、安岡地区の安岡八幡宮、福江八幡宮も同様の由緒を持っている。
鎌倉時代、元寇の際に設置された長門探題の所在地は不明とされているが、安岡地区の富任に所在したとする説がある。富任には「三太屋敷跡」と呼ばれる武家屋敷跡があり、長門守護代三井氏の屋敷跡とされている。台地上に位置し、響灘を一望できる立地にある。1276年に北条宗頼が長門守護（長門探題）として赴任するとほぼ同時に、三井氏は豊浦郡室津へ移動していることから、北条宗頼が入居したのは「三太屋敷」だったと推測する説がある。
江戸時代の安岡は、豊浦藩の支配下に置かれた。この時代の安岡は港を中心に繁栄し、漁港としてだけでなく商港としてもさかえた。大きな商船を数隻保有し、交易業に従事する者もいた。長府、馬関と北浦を結ぶ陸上交通路としては北浦往還がある。
明治時代に入ると、安岡地区を単位として豊西中村が置かれた。1910年（明治43年）7月1日には豊西中村から安岡村へ改称した。安岡村は1925年（大正14年） 2月11日、安岡町となり、1937年（昭和12年）11月15日に下関市へ編入合併した。
交通においては1914年（大正3年）4月22日、長州鉄道（現在の山陰本線）が開通。安岡駅、福江駅が設置され、下関市街への移動が容易になった。
近年まで、人糞を肥料とした時代は、この調達のため農家も小舟を漕いで対岸の北九州の小倉まで渡っていた。ただし、コレラなどの伝染病も持ち込む恐れがあるため、防疫体制にまで気を配っていた。機械化される前までの農耕牛を使役する農業においては、田植えなどの繁忙期には北部の現在の豊北町方面などから働き手を雇っていた。
戦後になると、安岡南西部は下関市のベッドタウンとして発展した。蒲生野、横野、福江などは良好な農業地域、安岡浦は沿岸漁港として、下関市街や北九州市へ野菜や魚介類を供給する近郊産業地ともなっている。

### 自治体としての沿革
- 1889年（明治22年）4月1日 - 町村制の施行により、富任村、蒲生野村、安岡村、横野村、福江村が合併して豊浦郡豊西中村が発足。
- 1910年（明治43年）7月1日 - 豊西中村が改称して安岡村となる。
- 1925年（大正14年）2月11日 - 安岡村が町制施行して安岡町となる。
- 1937年（昭和12年）11月15日 - 安岡町が下関市に編入。同日安岡町廃止。

## 特産品
- 安岡ねぎ…ふくねぎとも呼ばれる。主に福江・横野地区で生産される。小ねぎ、中ねぎ、大ねぎと、成長に合わせて出荷され、ふく料理や瓦そば等地元料理に欠かせない。全国に普及している万能ねぎのルーツであるとも言われている。
- イカ…イカシバ漁が盛んな地として知られる。
- かまぶこ、てんぷら（魚肉練り製品）…国道191号線沿いに数店舗見られ、全国発送を行っている店もある。安岡方言では蒲鉾を「かまぶこ」、さつま揚げを「てんぷら」と呼んでいる。イワシのすり身でつくったチクワも美味しい。
- ふく凧…フグの顔を模った凧。安岡浦が発祥地。
- ふく醤油、クジラ醤油などの醸造所がある。